# 河村弯锦蛤
河村弯锦蛤（学名：Nuculana kawamurai），是弯锦蛤目弯锦蛤科弯锦蛤属的一种。主要分布于台湾，常栖息在浅海沙底。